# Oxytropis longialata
Oxytropis longialata är en ärtväxtart som beskrevs av Pei Chun Qiong Li. Oxytropis longialata ingår i släktet klovedlar, och familjen ärtväxter. Inga underarter finns listade i Catalogue of Life.